# Cantón de Pont-Scorff
El cantón de Pont-Scorff era una división administrativa francesa, que estaba situada en el departamento de Morbihan y la región de Bretaña.

## Composición
El cantón estaba formado por seis comunas:
- Caudan
- Cléguer
- Gestel
- Guidel
- Pont-Scorff
- Quéven

## Supresión del cantón de Pont-Scorff
En aplicación del Decreto n.º 2014-215 de 21 de febrero de 2014, el cantón de Pont-Scorff fue suprimido el 22 de marzo de 2015 y sus 6 comunas pasaron a formar parte; cuatro del nuevo cantón de Guidel, una del nuevo cantón de Lanester y una del nuevo cantón de Plœmeur.